# Knežja Lipa
Knežja Lipa este o localitate din comuna Kočevje, Slovenia, cu o populație de 26 de locuitori.